# ピンヨー・スワンキリ
ピンヨー・スワンキリ（ภิญโญ  สุวรรณคีรี, 1937年3月10日 - ）は、タイ王国の建築家。タイ伝統建築研究家。国家芸術家。王立学士院美術 工芸部門建築分野のメンバー。

## 経歴
ピンヨーは幼少の頃からタイの伝統建築に興味に興味を持っていた。8歳の頃からソンクラー県ワット・サームポーの僧パトゥムタンマタリーの元に身を寄せていたが、その住職がデザイン技術に長け、寺で仕事を受けては様々なデザインを描いていた。ピンヨーは助手として住職の仕事を手伝いながら、次第にデザインの描き方を習っていた。その後、チュラーロンコーン大学建築学部に進学。試験を受けて教育省の美術教員の認状を取得。プラヤータイ大学予科で先生としてデザインを教え、身を立てた。

## 活動
ピンヨーは、1964年に大学を卒業してからはチュラーロンコーン大学建築学部の常任講師になり、現在に至るまでもすべてのタイの大学において基準となっている新しいカリキュラムの作成に尽力した。また教職の他に仏教関連の建物の設計図を製作するなど、仏教の振興に貢献してきた。1967年には仏に献上する為に心を込めてチョンブリー県バーンラムン郡のチッタナーパーワン単科大学初等仏教学校舎を設計。その効験があってか、奨学金を受けることができ、1972年にアメリカ合衆国フィラデルフィア ペンシルベニア大学に留学、修士号を取得した。帰国後、1980年にチュラーロンコーン大学建築学部助教授として、再び教職に就いた。1998年准教授を経て、同年退官。

## 受賞
タイ伝統建築の手法を用いて、ピンヨーが設計した建築は、多くの団体によって賞賛されており、美術学名誉博士号、建築学名誉博士号、優秀建築家、タイ伝統建築美術保護者、タイ建築部門 最優秀建築家、タイ建築物保存・設計・伝承優秀建築家などさまざまな称号が贈られている。さらに、応用美術建築部門で国家芸術家として指定を受け、また社会開発(建築)部門において顕著な功績のあった人物として、タイ王国芸術褒章(เหรียญดุษฎีมาลา เข็มศิลปวิทยา）を授与されている。日本でも日経アジア賞芸術部門ほか、受賞多数。
- 1988: マーハーワチラウット協会 顕彰者
- 1988: シーナカリンウィロート大学美術学名誉博士号
- 1993: 王立サヤム建築家協会(ASA)　建築美術保護顕彰者
- 1993: ラーマ4世技術研究所ラーグラバン校建築学博士号
- 1994: 王立サヤム建築家協会(ASA)　名誉学位
- 1994: 国家文化委員会　応用芸術部門(建築)において国家芸術家指定
- 1995:  国家芸術家　資格授与
- 1996: タイ文化遺産保全委員会 タイ建築部門 最優秀建築家
- 1997: マーハーワチラウット協会 マーハーワチラウット賞
- 1997: タイ文化遺産保全委員会 タイ建築物保存・設計・伝承優秀建築家
- 1997: 社会開発(建築)部門において顕著な功績のあった人物　タイ王国芸術褒章(เหรียญดุษฎีมาลา เข็มศิลปวิทยา）
- 1997: 勲4等　ディレーククナポーン勲章
- 1998: 勲1等　王冠勲章
- 1999: 芸術文化褒章　建築部門
- 2000: 日経アジア賞